# Doshin the Giant
Doshin the Giant (Japonés: 巨人のドシン, Kyojin no Doshin) es un juego de simulación de dioses de Nintendo para Nintendo 64DD y GameCube. Fue publicado originalmente en Japón el 1 de diciembre de 1999 como uno de los dos títulos de lanzamiento del 64DD. A principios del año siguiente, Media Factory publicó la banda sonora del juego en CD, compuesto por Tatsuhiko Asano. Ambas recibieron críticas positivas. Cinco meses más tarde se lanzó una expansión llamada Kyojin no Doshin Kaihō Sensen Chibikko Chikko Daishūgou, que toma una perspectiva muy diferente del juego, con cortos clips animados que el jugador puede desbloquear después de jugar el juego original. 
Doshin the Giant fue posteriormente publicado y actualizado gráficamente para Gamecube y lanzado en Japón el 14 de marzo de 2002 y Europa el 20 de septiembre de 2002. El relanzamiento recibió en su mayoría críticas positivas.

## Historia
El juego comienza en una isla llamada Barudo, con una narración oral, por un nativo de la isla. Este hombre, llamado Sodoru, que lleva una máscara en la cara, cuenta la leyenda de un gigante que sale del mar cuando sale el sol de la mañana. Mientras le dice esto al jugador, un gigante amarillo llamado Doshin aparece entre las aguas.
El jugador entonces toma el control del gigante. Sodoru entonces le dice al jugador lo que los otros habitantes de la isla quieren, como árboles o colinas levantadas y bajas. Sugiere entonces ayudar a la gente, por lo que recompensará al gigante con amor, y podría construirle un monumento. Sodoru entonces sugiere que la ayuda gigante une a las cuatro tribus. A Doshin le lleva muchos días hacerlo, y al final de cada día, cuando el sol se pone, regresa al mar. Finalmente, cuando todas las combinaciones posibles de tribus han sido alcanzadas, los isleños construyen un monumento final llamado Torre de Babel, que hace que la isla y Doshin se hundan en el mar, destruyendo a todos. Sin embargo, al día siguiente, una nueva isla aparece al amanecer en la forma del mismo Doshin, con dos miembros de cada una de las tribus en ella como antes. Doshin sale de nuevo a la isla y la historia continúa.
La versión de GameCube, sin embargo, tiene un final adicional con los isleños no construyendo un monumento esta vez, sino un gran cohete que los lanza al espacio. Este final tiene similitudes con el principio del juego Pikmin de Nintendo, que comienza con un barco que se estrelló y el superviviente se reunió con tres criaturas de diferentes colores tipo planta.

## Jugabilidad
Como juego de dios, el juego de Doshin the Giant gira en torno a habilidades y tareas típicas de dios, como alterar la geografía, gestionar desastres naturales o responder a las oraciones de adoradores simulados. Su diseñador Kazutoshi Iida lo ha descrito como "Populous meets Mario". 
El jugador controla el Doshin mientras intenta ayudar, o entorpecer a los habitantes de las islas. Hacerlo hace que los aldeanos liberen el amor o el odio, que Doshin absorbe. Los dos sentimientos se anulan el uno al otro, pero si consigue suficiente de un tipo, crecerá en tamaño. Doshin es el Gigante del Amor, un gigante amarillo, sin rasgos distintivos, con una cara feliz y unos mechones de cabello. Es un ser benevolente y servicial que, con sus buenas acciones, se gana el amor de su pueblo y aumenta de tamaño (sólo para ese día; al día siguiente, vuelve a su tamaño normal). Puede recoger árboles de gente y otras cosas así. Doshin puede transformarse a voluntad en su malvado alter ego Jashin, el Gigante del Odio. En la versión de GameCube, tiene alas y pies con garras e inspira a los monumentos del odio que son ligeramente diferentes de los monumentos Love que Doshin puede ganar. Jashin es conocido por ser una fuerza destructiva para los nativos, exactamente lo contrario a la naturaleza de Doshin. Con sus malas acciones, la gente le muestra su desagrado, y él aumenta de tamaño. Lo único que tienen en común los dos gigantes es que ambos tienen un ombligo. Aunque no puede recoger cosas, puede enviar corrientes de fuego a través de la tierra, destruyendo estructuras en su camino. Doshin y Jashin pueden elevar y bajar el terreno.
Las cuatro tribus nativas de la isla están separadas por el color de sus vestidos (rojo, verde, amarillo, azul). Las mujeres nativas están vestidas con una túnica sin mangas y de un solo color del color de su tribu. Los nativos machos llevan un kilt y sombrero del color de su tribu, pero permanecen sin camiseta, mostrando también botones de su vientre. En la versión de GameCube la gente también cría animales de granja, y hay peces en el agua. Hay varias amenazas que también ponen en peligro a los aldeanos, como tornados, volcanes, incendios, ser aplastados por Doshin, e incluso miembros de la tribu celosa llamada "Naughties".
Otras características del juego incluyen lo siguiente: un álbum de instantáneas fotográficas del juego en sí mismo; y una galería de monumentos, donde el jugador puede ver el monumento de cerca y encontrar información sobre él. En la versión de GameCube, después de completar el juego, se desbloquea la opción "Nuevo Mapa". Esta opción tiene varias islas con diferentes diseños y texturas temáticas.
El desarrollador Kazutoshi Iida señala "la gran sencillez de la interfaz de usuario, ya que el juego se puede jugar sin números ni letras". Ha añadido: "El Sr. Shigeru Miyamoto, de Nintendo, ha dicho que los juegos de ordenador incorporan un lenguaje común en todo el mundo, y Doshin lo ilustra muy claramente".

## Recepción
Doshin the Giant se presentó por primera vez públicamente en Nintendo Space World en 1999. El desarrollador del juego, Kazutoshi Iida, recordó una "línea continua de personas que hacían cola para usar las ocho unidades de prueba jugables, y la' Experiencia en pantalla grande'". Dijo que la prensa extranjera recibió el partido "con mucho entusiasmo".

Fue fantástico ver las expresiones cautivadoras de los niños pequeños, algunos de los cuales vinieron en cada uno de los tres días especialmente para jugar' Doshin'! Durante el proyecto, no habíamos pensado mucho en el mercado objetivo, pero nos alegró mucho su evidente atracción por los niños. Esta atracción no es realmente sorprendente, ya que los niños, más que nadie, tienen un ardiente deseo de crecer en tamaño. Pensando en mi propia infancia, recuerdo haberme enamorado de cualquier cosa gigantesca, así que su reacción podría haberse anticipado.
Kazutoshi Iida, desarrollador

Doshin the Giant fue un partido de éxito en Japón, llegando al número uno de Japón y convirtiéndose en el noveno juego más vendido de 2002. En el Reino Unido, Doshin the Giant alcanzó su punto máximo en el número nueve y fue el juego número sesenta y cinco más vendido del Reino Unido en 2002, ocupando el primer puesto de las listas de éxitos de GameCube y fue el vigésimo segundo juego de GameCube más vendido en 2002. Con su fama, Doshin pasó a aparecer como trofeo en Super Smash Bros. Se le mostró sosteniendo a un aldeano en sus manos. Fue llamado el Gigante del Amor como el título del Trofeo, pero llamado Doshin en la entrada. Jashin aparece como un trofeo secreto en la lotería como Hate Giant.

## Kyojin no Doshin: Kaihō Sensen Chibikko Chikko Daishūgō
Kyojin no Doshin Kaihō Sensen Chibikko Chikko Daishūgō es una expansión del juego original, publicado el 30 de junio de 2000 para la 64DD. Requiere que el disco de Doshin the Giant opere.

## Jugabilidad
En el juego, a un niño se le dice que se duerma y es sacado de la cama y a través de la ventana, en un mundo de sueños. En este mundo de ensueño, Doshin está ahora preso, y el niño puede "tintinear" corazones 2D sobre la gente e incluso sobre el mismo gigante. El objetivo principal del juego es ver las 17 mini películas en blanco y negro tituladas colectivamente "Más que gigante". El jugador debe ir y venir repetidamente entre los dos discos para verificar que los monumentos fueron construidos en el juego 1, y para completar las tareas que los "Compañeros de la Reina" les piden.
Otro objetivo es liberar a Doshin de su encarcelamiento, haciéndolo crecer más grande que su jaula. Esto hará que los créditos de juego comiencen. 
El jugador también puede recoger ayuda para liberar Doshin. Tras la creación de monumentos en "Doshin 1" y sus pabellones homólogos, los niños aparecerán en la zona Expo y el jugador podrá "tintinear" sobre ellos con el corazón, y se unirán al equipo de jugadores. Convertirse en lo que se conoce como "Teamers" o teamsters. Hay otros dos equipos que el jugador puede elegir al comienzo del juego. Cuando se completan suficientes pabellones, el jugador puede luchar contra los otros grupos de camioneros en una competencia de tintineo. Si el jugador gana, los miembros del equipo del perdedor se vuelven neutrales y pueden ser añadidos a su equipo. El equipo puede estar compuesto por hasta otros seis niños. Esto le da al jugador seis veces más corazones tintinantes que se pueden verter en Doshin para intentar liberarlo.
Al jugador se le da un medidor de "Amor" que se llena de amor, el cual puede usar en las otras personas, vallas publicitarias, o en el mismo Doshin. Sin embargo, si el corazón se llena demasiado, o si el jugador es golpeado en una competencia de tintineo, hace que el jugador se despierte. Después de que Doshin es liberado, el personaje del jugador se despierta y descubre que ahora tiene una manta manchada, de la que la madre le habla al niño. En este momento Doshin aparece por detrás del padre, y parte del niño salta a la tierra de los sueños, mientras que un Queen Companion aparece preguntando si quiere volver a jugar. A partir de ese punto los créditos comienzan cuando la cámara desciende por una alcantarilla.

## Recepción
Peer Schneider de IGN calificó el juego con 2.5 de 10, citando los gráficos, controles y jugabilidad. Indicó que "Parece que se programó en dos semanas. Los controles son malos" y "este disco adicional es un reproductor de películas glorificado". Lo único que le pareció atractivo del juego fue su presentación, diciendo que "el equipo de Param tiene definitivamente sentido del humor. Los dos juegos de Doshin te harán reír porque son muy absurdos". Scheneider terminó su revisión del juego con una palabra: "Doloroso".